# Matei Barna Elek
Matei Barna Elek (n. 15 septembrie 1948) este un fost deputat român în legislatura 1992-1996 și legislatura 1996-2000, ales în județul Mureș pe listele partidului UDMR. În legislatura 1996-2000, Barna Elek a fost membru în grupurile parlamentare de prietenie cu Republica Federală Germania și Republica Federativă a Braziliei. 
Barna Elek a absolvit Facultatea de Medicină Veterinară din București, promoția 1971.

## Filmografie
- Mircea (1989)